# Игнатова, Кюнна Николаевна
Кюнна Николаевна Игнатова (1934—1988) — советская актриса театра и кино.

## Биография
Кюнна Игнатова была единственным ребёнком в семье балерины и научного работника. Отец будущей актрисы, Николай Михайлович Алексеев, был якутом, одним из ведущих этнографов и библиотековедов Якутии. Он приходился внуком известному меценату и гильдейному купцу, кавалеру семи медалей Российской империи Степану Прокопьевичу Алексееву (1866—1916), которому ещё в дореволюционные годы царь подарил золотые часы. После распада семьи и отъезда отца из Москвы в Якутию Кюнну воспитывали мать Татьяна Николаевна и родной дед, капитан I ранга Николай Андреевич Игнатов, моряк и капитан первых подводных лодок сначала Российской империи, а затем в СССР, он же дал ей фамилию. Приезжая впоследствии по делам в Москву, отец не стеснял Кюнну, а останавливался в отеле «Метрополь». Став известной актрисой, Игнатова была дважды в Якутии вместе с театром с гастролями, там её принимали как «якутское национальное достояние».
В переводе с якутского имя Кюнна означает «солнышко». При крещении уже взрослой Кюнне было дано имя Галина.
В 1953 году поступила в Театральное училище имени Щукина на курс Цецилии Мансуровой, в 1958 году курс выпустил Иосиф Рапопорт. Дипломные спектакли Игнатовой — «Три толстяка» Олеши, «Таланты и поклонники» А. Островского, «Чудак» Н. Хикмета.
После окончания училища была принята в Московский театр драмы и комедии, где вскоре заняла ведущие позиции. На этой сцене она сыграла Фэллоуз в «Тихом американце», Оксану в «На хуторе близ Диканьки», Лерочку в «Соседях по квартире».
Ещё будучи студенткой, Игнатова вышла замуж за актёра Вячеслава Соколова, в 1958 году родился сын Пётр. На съёмках фильма «Долгий путь» познакомилась с народным артистом СССР Владимиром Белокуровым, на 30 лет старше себя, и эта встреча стала переломной в жизни Кюнны. В 1961 году Игнатова перешла во МХАТ, а маститый мэтр Белокуров, который настойчиво и благородно ухаживал за Кюнной, вскоре стал её вторым мужем.
Первой работой в МХАТе стала роль жены Калитина в «Дворянском гнезде». Затем были сыграны Катя в «Точке опоры», Варя в «Бронепоезде 14-69», Молоко, Насморк и Мать в «Синей птице», а также пара десятков эпизодических ролей. Одну из них, горничную в «Трёх сёстрах», Игнатова исполняла в течение 25 лет. Вместе с театром неоднократно выезжала на гастроли за границу.
Карьера Игнатовой в кинематографе складывалась трудно. После удачных работ в «Ляне» и «Долгом пути» последовали картины «И снова утро» (1960) в паре с Владимиром Самойловым, «Планета бурь» (1961) в дуэте с Георгием Жжёновым, «Борец и клоун» в паре со Станиславом Чеканом. Следующая интересная роль — Шура в «Повести о молодожёнах», где партнёрами Кюнны выступали Анатолий Кузнецов, Евгений Леонов, Татьяна Пельтцер, Вера Пашенная, Алиса Фрейндлих, Кирилл Лавров. Последняя главная роль — в революционном фильме «Взрыв после полуночи». На излёте кинокарьеры Игнатова сыграла эпизодическую роль в «Короне Российской империи».
В 1972 году Кюнна оставила неизлечимо больного Белокурова и по сильной страсти увлеклась импозантным молодым артистом Александром Диком, на 14 лет её младше. С Диком, талантливым театральным актёром, актриса стала жить гражданским браком на квартире в Леонтьевском переулке, 6, через несколько лет он официально женился на Игнатовой, в дальнейшем пара периодически сходилась-расходилась. Эта семейная перемена отмечена непростыми взаимоотношениями сына Петра с отчимом, который был старше всего на 9 лет, что повлияло на судьбу актрисы.
Игнатова много работала как театральный педагог, готовила вместе с Диком концертные номера. Семья, помимо актёрских гонораров, основные деньги зарабатывала концертами, проводя целое лето на гастролях. Вместе с парой постоянно ездил и актёр Владислав Дворжецкий.
Друзьями Игнатовой и Дика, часто гостившими в их квартире на актёрских вечеринках, были актёры Евгений Киндинов, Юрий Богатырёв, Георгий Епифанцев, Борис Щербаков, Олег Стриженов, писатель Овидий Горчаков, художник Юрий Ракша.
После раздела МХАТа в 1987 году Игнатова и Дик остались в труппе Татьяны Дорониной. Впервые за много лет Игнатовой досталась роль с именем — фрау Вермельскирх в «Возчике Геншеле», но спектакль очень быстро был снят с репертуара. Других заметных ролей у актрисы во МХАТе не было, её актёрский потенциал остался нереализованным.
В начале февраля 1988 года Игнатова присутствовала на премьере в ленинградском «Ленкоме» пьесы своего сына Петра «Соучастники», где застала успех молодого драматурга. Ничто не предвещало, что жить ей остаётся считанные дни. 18 февраля 1988 года Игнатова не явилась на спектакль МХАТа «Три сестры», в котором исполняла роль горничной. На следующий день актриса была обнаружена лежащей на полу в своей квартире. Через два дня, не приходя в сознание, умерла в больнице. Причины трагедии не были до конца установлены, предполагалось кровоизлияние в мозг, но не исключалось и самоубийство.
Похоронена на Введенском кладбище Москвы (11 уч.).
11 марта 2015 года на телеканале «Россия-1» состоялось ток-шоу, посвящённое памяти Кюнны Игнатовой с участием Александра Дика и Петра Соколова.

## Личная жизнь
- Первый муж — актёр Вячеслав Соколов (1930—1999)
  - Сын Пётр (род. 1958), актёр, драматург и сценарист, автор и ведущий ряда телепроектов.
    - Трое внуков — Савватий, Арсений и Елизавета — родились уже после её кончины.
- Второй муж — народный артист СССР Владимир Белокуров (1904—1973)
- Третий муж — Александр Дик (род. 1949)

## Фильмография
1. 1955 — Ляна — Ляна
2. 1956 — Долгий путь — Раиса Федосеева
3. 1957 — Борец и клоун — Эстерина Труцци
4. 1959 — Повесть о молодожёнах — Шура Кулик
5. 1960 — И снова утро — Елена Сергеевна Рябинина
6. 1961 — Планета бурь — Маша Иванова
7. 1968 — Ошибка Оноре де Бальзака — Конецпольская
8. 1969 — Взрыв после полуночи — Ануш
9. 1971 — Корона Российской империи, или Снова неуловимые — грузинская княжна